# Nu
Nu /njuː/ (hoa Ν thường ν, hay Ny; tiếng Hy Lạp: Νι hiện đại [ni] Ni) là chữ cái thứ 13 trong bảng chữ cái Hy Lạp. Trong hệ thống số Hy Lạp, nó có giá trị 50.

## Biểu tượng
Không sử dụng chữ hoa, bởi vì nó thường giống với Latin N. Ví dụ chữ thường được sử dụng như là một biểu tượng cho:
- Mức độ tự do thống kê.
- Tần số của một làn sóng vật lý và các lĩnh vực khác; Đôi khi cũng không gian tần số.[2]
- Khối lượng cụ thể trong nhiệt động lực học.
- Độ nhớt động học trong cơ học chất lỏng.